# Ludvig – rekviem för en jungfrukonung
Ludvig – rekviem för en jungfrukonung (tyska: Ludwig – Requiem für einen jungfräulichen König) är en västtysk dramafilm från 1972 i regi av Hans-Jürgen Syberberg med Harry Baer i huvudrollen. Filmen handlar om Ludvig II av Bayern som skildras som en excentrisk men också populär och orättvist baktalad monark. Filmen är inspelad helt i studio och är gjord med en avsiktligt artificiell stil, kännetecknad av monologer, bakprojektion och karnevaleska scener.
Filmen hade premiär i Tyskland den 23 juni 1972 när den både gick upp på bio och visades på TV-kanalen ZDF. Den tilldelades Tyska filmpriset för bästa film och bästa manus. Den är den inledande delen i Syberbergs "tyska trilogi" och följdes av de fristående Karl May från 1974 och Hitler - en film från Tyskland från 1977.

## Rollista
- Harry Baer som Ludvig II

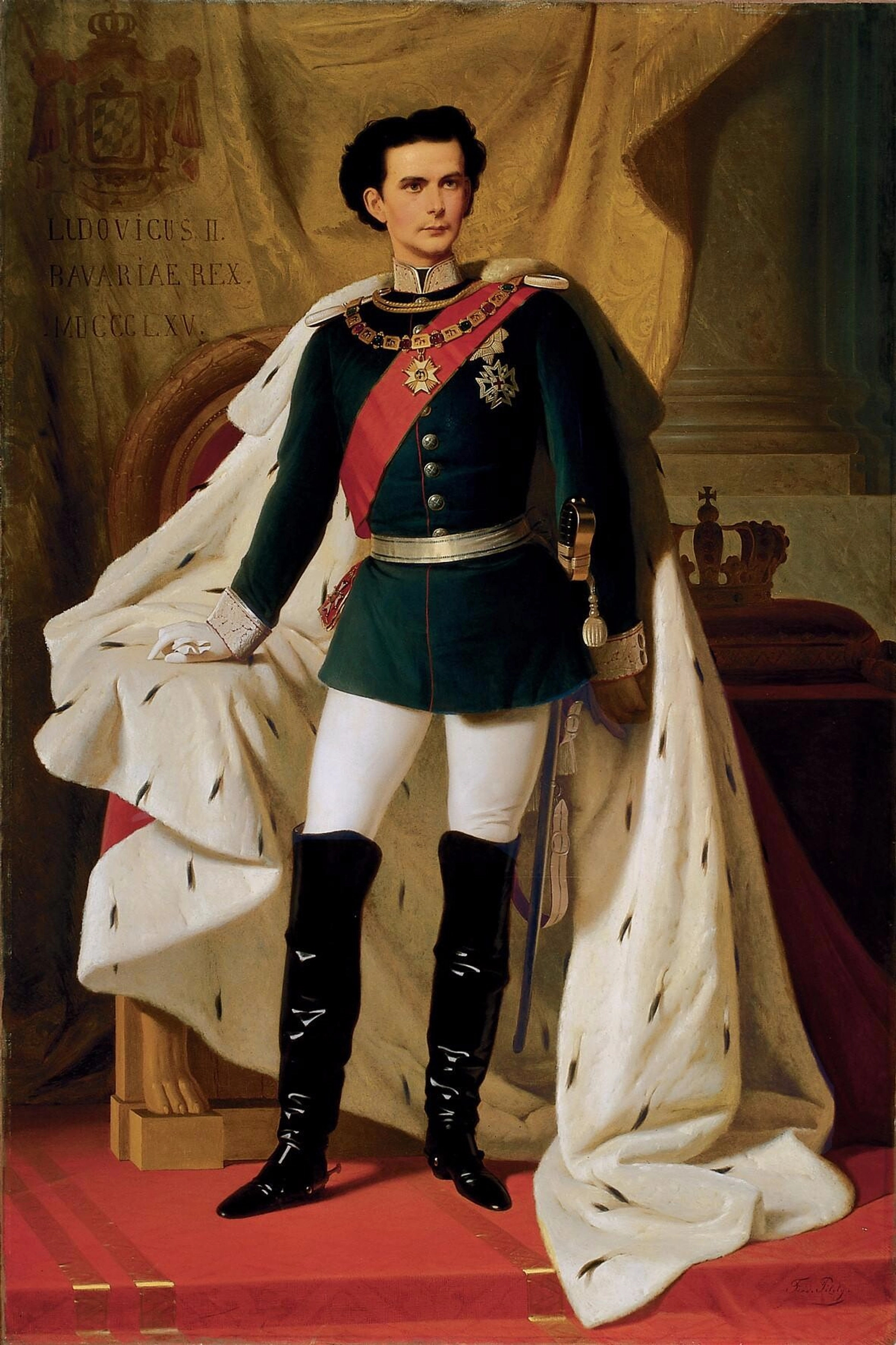
Kung Ludvigs kröningsporträtt, 1865

- Ingrid Caven som Lola Montez, Cosima Wagner och den första nornan
- Baltharsar Thomass som Ludvig II som barn
- Oskar von Schab som Ludvig I och Karl May
- Eddy Murray som Kainz och Winnetou
- Peter Kern som Lakai Mayr, hovbarberare Hoppe och Röhm
- Gerhard März som Richard Wagner 1
- Annette Tirier som Richard Wagner 2
- Ursula Strätz som Bulyowski, sångerska och den tredje nornan
- Hanna Köhler som Sissi och den andra nornan
- Johannes Buzalski som Emanuel Geibel och Hitler
- Peter Przygodda som Bismarck
- Gert Haucke som baron Freyschlag
- Günther Kaufmann som greve Holnstein
- Peter Moland som ministerpresident Lutz
- Rudi Scheibengraber som prinsregent Luitpold
- Fridolin Werther som kejsar Vilhelm I